# إيسيرفين
إيسيرفين هي بلدة هولندية بمقاطعة درينته. وهي جزء من بلدية بورخر- أودورن، وتقع 14 كم شمال غرب بلدية إيمين.